# Tempel Wetan
Tempel Wetan is een bestuurslaag in het regentschap Nganjuk van de provincie Oost-Java, Indonesië. Tempel Wetan telt 1403 inwoners (volkstelling 2010).